# Pseudoindotyphlops exiguus
Pseudoindotyphlops exiguus — вид змій родини сліпунів (Typhlopidae). Ендемік Індії.

## Поширення і екологія
Pseudoindotyphlops exiguus відомі з типової місцевості, розташованої в околицях Белгаума в штаті Карнатака